# Elisabeta Richza a Poloniei
Elisabeta Richza a Poloniei (în poloneză Ryksa Elżbieta, în cehă Eliška Alžběta Rejčka; n.c. 1 septembrie 1288, Poznań – d. 19 octombrie 1335, Brno) a aparținut Dinastiei Piast și a devenit prin două căsătorii regină a Boemiei și a Poloniei și ducesă a Austriei șiStiriei.

## Biografie

### Originea și copilăria
Elisabeta Richza a fost singurul copil al ducelui Poloniei Mari (din 1295 regele Poloniei) Przemysł al II-lea și al soției sale Richeza, fiica regelui Valdemar I al Suediei. Richza a pierdut ambii părinți la o vârstă fragedă. Mama ei a murit între anii 1289-1292, iar tatăl a fost ucis de nobilii polonezi în 1296. 
În primii ani de viață Richza a fost crescută de mătușa ei paternă, Anna, la Mănăstirea cisteciană din Owińska unde aceasta era stareță. Probabil acolo se afla când a primit știrea despre răpirea și uciderea tatălui ei pe 8 februarie 1296 la Rogoźno. Moartea regelui Poloniei a schimbat complet situația geopolitică în această parte a Europei, influențând soarta tinerei prințese care a fost dată în grija mamei ei vitrege, Margareta de Brandenburg, membră a Casei de Ascania (familie care a fost implicată în conspirația uciderii lui Przemysł al II-lea). La momentul căsătoriei lui Przemysł cu Margareta, a doua lui soție, Richza a fost logodită cu Otto de Brandenburg-Salzwedel (fratele Margaretei), astfel încât ea urma sa devină cumnata mamei ei vitrege. Deși Margareta ca văduvă, a primit o parte a regatului Polonia Mare, ea s-a întors din motive necunoscute în Brandenburg, luând-o pe Richza cu ea. Moartea neașteptată a lui Otto pe 11 martie 1299 a pus capăt logodnei și Richza s-a întors în Polonia.  

### Căsătoria cu Venceslau al II-lea
Moartea lui Otto a complicat din nou situația prințesei deoarece ea era singurul copil al ultimului moștenitor din dinastia Piast a Poloniei și al primului rege, după o perioadă de 200 de ani, ceea ce făcea din Richza o partidă perfectă pentru cel ce ar fi râvnit la coroana poloneză. De aceea, când nobilii polonezi i-au propus lui Venceslau al II-lea (văduv din 1297) această coroană și căsătoria cu prințesa Richza, acesta nu a stat mult pe gânduri și a cerut ca ea să vină la Praga chiar înainte de încoronarea care a avut loc pe 25 iulie 1300 la Gniezno. 
Datorită vârstei ei fragede, Venceslau a amânat căsătoria până când ea avea să împlinească 15 ani, fiind până atunci dată în grija Gryfinei de Halych (văduva lui Leszek al II-lea cel Negru și mătușă a regelui Boemiei). Căsătoria a avut loc pe 26 mai 1303 în Catedrala Sfântul Vitus din Praga. În timpul ceremoniei Richza a fost încoronată regină a Boemiei și a Poloniei. La cererea soțului ea a luat numele de Elisabeta deoarece „Richza” era unul neobișnuit și ciudat pentru Boemia. 
Doi ani mai târziu, pe 15 iunie 1305, ea a născut singurul ei copil, o fată cu numele Agnes. Doar șase zile mai târziu, pe 21 iunie, regele Venceslau al II-lea a murit la Praga, probabil bolnav de tuberculoză. La vârsta de 17 ani Elisabeta, regină văduvă, a primit câteva domenii și 20 000 de arginți. 

### Căsătoria cu Rudolf de Habsburg
Fiul vitreg al Elisabetei, Venceslau al III-lea, care a urmat la tron tatălui său în Boemia și Polonia, a fost ucis pe 4 august 1306 la Olomouc, astfel stingându-se dinastia Přemyslid. La tronul Poloniei a urmat un membru al familiei Kujavian (o ramură a familiei Piast).  
Din nou situația Elisabetei s-a schimbat deoarece, în calitate de regină văduvă, ea era implicată în lupta pentru tronul vacant al Boemiei. Ducele Rudolf al III-lea al Austriei și Stiriei, fiul regelui romano-german Albert I, a primit în cele din urmă coroana Boemiei grație ajutorului dat de  tatăl său. Pentru a-și consolida poziția Rudolf, văduv în vârstă de 25 de ani, s-a căsătorit  pe 16 octombrie 1306 la Praga cu Elisabeta, văduvă și mamă vitregă a ultimilor doi regi Přemyslid.  
Rudolf a devenit astfel și rege al Poloniei. În timpul luptelor pentru preluarea puterii, duse împotriva lui Bavor de Strakonitz, un nobil revoltat, Rudolf s-a îmbolnăvit de dizenterie și a murit pe 4 iulie 1307 fără a lăsa urmași. Tânăra Elisabeta Richza a devenit din nou văduvă. Puțin timp înainte de a muri Rudolf îi acordase din nou prin testament domeniile pe care ea le primise anterior ca văduvă și încă 20 000 de arginți, dublându-i astfel averea. Ca văduvă ea devenise una dintre cele mai bogate femei din Boemia.După moartea celui de-al doilea soț, Elisabeta a părăsit Praga și s-a stabilit la castelul Králové, unul dintre domeniile ei primite prin testament. Curând după aceea a fost din nou implicată în lupta dată pentru coroana Boemiei, între Henric de Carintia și Frederic I al Austriei, fratele lui Rudolf. Elisabeta îl susținea pe cumnatul ei și ca urmare ea a trebuit să-și părăsească domeniile pe care Henric le ocupase. Abia în august 1308 i s-a permis întoarcerea la castelul Králové pe care l-a transformat într-un centru al artei și culturii.

### Relația cu Henric de Lipá și conflictul cu Ioan de Luxemburg
În 1310 Ioan de Luxemburg a devenit noul rege al Boemiei prin căsătoria cu Elisabeta, fiica lui Venceslau al II-lea din prima lui căsătorie. Ioan s-a lovit de opoziția nobililor care deciseseră să o susțină pe Elisabeta Richza, a cărei poziție la curte se degradase datorită nurorii ei. Al doilea opozant important al lui Ioan era Henric de Lipá, mareșal și guvernator al Boemiei în absența regelui. 
Curând între Elisabeta Richza și Henric de Lipá s-a născut o relație romantică ce nu s-a finalizat vreodată printr-o căsătorie, din motive politice. Aceasta i-ar fi dat dreptul lui Henric să revendice tronul, chiar dacă diferența de rang dintre cei doi era mare. Pentru a slăbi poziția puternică a nobilimii, regele Ioan i-a retras lui Henric toate funcțiile pe care le deținea în regat și l-a închis. Popularitatea reginei văduve era atât de mare în Boemia încât Ioan se temea de un război civil și de aceea l-a eliberat pe Henric din închisoare în aprilie 1316.    

### Pacea cu regele Ioan al Boemiei

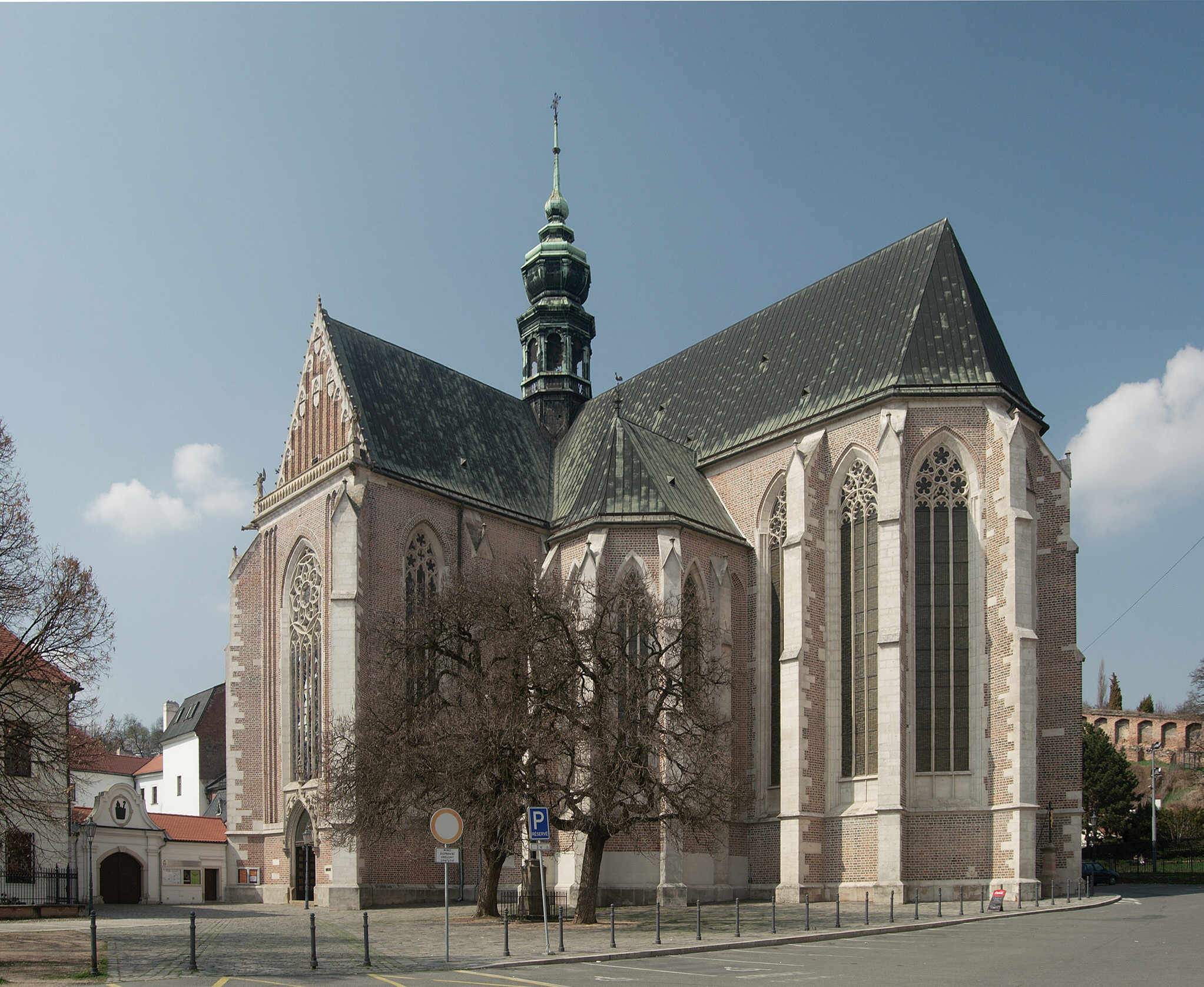
Basilica din Brno unde este înmormântată Elisabeta Richza

În ciuda gesturilor de reconciliere făcute de regele Ioan, Elisabeta Richza a continuat să impună politicile ei independente, fapt care rezultă din aranjamentele privind căsătoria fiicei sale, Agnes, cu ducele Henric I de Jawor aparținând familiei Piast din Silezia. Pentru a-și asigura posesia domeniului Králové, Elisabeta a permis intrarea armatei prietenului ei, Henric, în cetate de unde acesta a întreprins expediții împotriva rebelilor regelui Ioan al Boemiei. Un an mai târziu, mulțumită negocierii duse de împăratul Ludovic al IV-lea (cumnatul lui Henric I de Jawor), s-a încheiat o pace care l-a repus în drepturi pe Henric de Lipá, el reluându-și funcțiile în regat. În plus, regina văduvă și-a vândut domeniile pe care le primise prin testamentul soților ei și s-a stabilit la Brno împreună cu Henric de Lipá. Ulterior relațiile dintre Elisabeta și regele Ioan au devenit atât de amiabile încât gesturile regelui au fost considerate dovezi de slăbiciune (de exemplu acordarea de beneficii mănăstirii cisterciene Maria Saal, întemeiată de Elisabeta Richza și Henric de Lipá în Moravia). Căsătoria fiicei ei, Agnes, cu Henric I de Javor a avut loc în 1319. Cuplul nu a avut urmași.

### Sfârșitul vieții
Henric de Lipá a murit pe 26 august 1329 la Brno. După moartea lui, Elisabeta Richza a reluat vălul de văduvă și s-a dedicat culturii și religiei. A fondat biserici și a finanțat scrierea de cărți cu psalmi, ilustrate („illuminated”). Patru ani mai târziu a plecat împreună cu fiica ei într-un pelerinaj de câteva luni la locurile sacre de pe valea Rinului.
Elisabeta Richza, cunoscută în literatură ca „frumoasa fată poloneză”, a murit pe 19 octombrie 1335 la mănăstirea cisterciană din Brno. Ea a fost înmormântată lângă Henric de Lipá, conform dorinței ei. Prin testament Elisabeta Richza a făcut donații câtorva lăcașuri religioase din Boemia și Polonia (mai ales celor aflate la locul nașterii ei - Poznań).